# 玉置恭一
玉置 恭一（たまき きょういち、1977年7月30日 - ）は、日本の鍵職人。防犯アドバイザー
ダスキンレスキュー最高技術責任者
身長175cm

## 来歴・人物
大阪市出身
22歳で鍵職人として稼動開始
現在は凄腕鍵開け職人として開かずの金庫などの企画でテレビ出演している鍵開け職人
大阪府大阪市在住
ジャパンロックレスキューサービス株式会社 取締役副社長、株式会社ミライアン 代表取締役を経て
株式会社ダスキンが新たなブランドとして立ち上げた駆けつけサービス事業「ダスキンレスキュー」の最高技術責任者に就任

### 資格・免許
- 総合防犯設備士

- 一級小型船舶操縦士
- 大型自動車第一種運転免許

## イベント出演

### 講演
- 2025.07.02　港警察署（大阪府）一日警察署長　「☆願いをこめて☆七夕防犯イベント」
- 2025.01.16　西淀川警察署一日警察署長　ここが狙われる！　変わりつつある防犯対策
- 2024.10.18　大阪セキュリティショー　防犯セミナー
- 2024.03.03　ららぽーとEXPOCITY　吹田警察書×（株）ダスキン　防犯イベント　「おうちの防犯対策できてます？アレを見るだけで分かる自宅の防犯レベル！」
- 2023.12.25　アリオ八尾　鍵かけた？防犯キャンペーン
- 2023.12.05　高石署　防犯講和
- 2023.12.01　天満署一日警察署長　防犯講和
- 2023.08.26　ららぽーとExpocity インフォレスト吹田　吹田警察署×ダスキンレスキュー「おうちの防犯診断イベント　-アレを見るだけでわかる 自宅の防犯レベル！-」
- 2020.11.30　中学生向け「職業講和」

- 2019.11.24　北海道千歳市　防犯セミナー「ここが危ない！今どきのセキュリティー　-地域住宅の防犯対策-」

## 記事掲載
- 2024.09.19 スタジオパーソル「はたナマ」にインタビュー記事掲載「コツは？1億パターンあるダイヤルも解錠する「鍵職人」、どうやって鍵を開けるのか。」
- 2023.07.26 読売新聞「極める」にインタビュー記事掲載「「開かずの扉」解決キーマン」
- 2019.04.18   テレ東プラスにインタビュー記事掲載「あなたの家も狙われている！　凄腕イケメン鍵職人が教える防犯対策」

## 記事監修
- 2023.06.06 ペーパードライバー克服を目指せ！ 「車の盗難手口 リレーアタックの距離はどれくらい？対策は家にある物でも出来ます
- 2023.05.22 ワーホリから世界一周へ、そして自由に旅行できる人生を生きよう！ 「私はこれでスリ被害を防ぎました！ヨーロッパのスリの手口と15個の対策」
- 2023.05.04 サーフィンバガジン「73NAVI」 「サーフィンでオススメの車の防犯アイテム9選、スマートキー・鍵対策」
- 2023.05.04 ナミカツ 「サーフィン中の車のカギ対策 キーボックスをおすすめする理由」
- 2023.04.21 サーフィン初心者に告ぐ 「〜拝啓サーファー様〜最強のキーボックスはこれだ！」
- 2023.04.03 ナルアキのポケカブログ 「【防犯】コレクター目線で、金庫に関わる知識まとめ。耐火や防水等【TCGコレクター向け】
- 2023.04.03 ママソレ！ 「【防犯のプロ監修】日頃の防犯対策・女子大生の一人暮らしで意識するべきポイントは？」
- 2023.04.02 出張買取アシスト 「処分する前に知らなきゃ損！買取できる金庫をチェック」
- 2023.03.31 プロコミ 「鍵師技能検定試験の資格を取るとどんなメリットがある？」
- 2023.03.25 せいちゃんの雑記ブログ 「旅行等で長期間留守にする時の空き巣防犯対策ポイントと全施策（戸建て）」
- 2023.03.21 ストレスゼロの一人暮らし 「【知らないと危険！】一人暮らしの防犯のポイントと対策【2021年最新】」
- 2023.03.17 Picky's 「【2023年】おしゃれで頑丈な宅配ボックスおすすめ15選｜大容量や簡易設置タイプも！」
- 2023.03.16 CarMe 「キャンプで行うべき盗難防止策11個｜遭遇するシチュエーションとは？」
- 2023.03.08 ファミリーキャンピング 「キャンプにおける犯罪と防犯対策についての考察」
- 2023.03.08 TABIBRO 「海外旅行は防犯が命！危険を回避できる防犯グッズ10選＆8つの防犯対策を紹介！」
- 2023.03.07 株式会社ニッショー 「防犯対策は「隙」を見せるな！一人暮らしの女性が気をつけるべきこと」
- 2023.03.02 らむキャン 「キャンプの盗難防止対策11選｜盗難防止グッズで防犯対策をしよう！」
- 2023.02.27 がるきゃんぷ 「危険と隣り合わせの女子ソロキャンプ！？私が実践してる事件に巻き込まれない防犯対策７選！」
- 2023.02.24 ミニマリスト華のブログ 「初めて一人暮らしをする女性がやるべき「防犯対策24選」
- 2022.12.16 資格広場記事監修「鍵師になるにはどんな資格や道具が必要？学校に通う必要は？」
- 2022.12.01 キャリアガーデン記事監修「鍵師の仕事内容・なり方・年収・資格などを解説」
- 2022.11.10 なるほど福岡記事監修「福岡でおすすめの安い鍵交換業者10選｜鍵交換にかかる費用や修理代金も解説」
- 2022.10.06   Best One記事監修「家庭用金庫おすすめランキング21選　耐火や防盗対応、おしゃれな小型モデルまでご紹介」

## メディア出演

### 現在の出演番組
- 所さんの学校では教えてくれないそこんトコロ！

### 2025年
- 2025.07.18 【ＴＶ出演】「所さんの学校では教えてくれないそこんトコロ！」
- 2025.07.11 【ＴＶ出演】「所さんの学校では教えてくれないそこんトコロ！」
- 2025.06.27 【ＴＶ出演】「所さんの学校では教えてくれないそこんトコロ！」
- 2025.06.13 【ＴＶ出演】「所さんの学校では教えてくれないそこんトコロ！」
- 2025.05.30 【ＴＶ出演】「所さんの学校では教えてくれないそこんトコロ！」
- 2025.05.27 【コメント:取材】｢とれたてっ!(玄関の鍵🔑犯罪について)」関西テレビ15時台
- 2025.05.09 【ＴＶ出演】「所さんの学校では教えてくれないそこんトコロ！」
- 2025.04.25 【ＴＶ出演】「所さんの学校では教えてくれないそこんトコロ！」
- 2025.04.18 【ＴＶ出演】「所さんの学校では教えてくれないそこんトコロ！」
- 2025.04.11 【ＴＶ出演】「所さんの学校では教えてくれないそこんトコロ！」
- 2025.03.28 【ＴＶ出演】「所さんの学校では教えてくれないそこんトコロ！」
- 2025.03.14 【ＴＶ出演】「所さんの学校では教えてくれないそこんトコロ！」
- 2025.02.27 【ＴＶ出演】「世界No.１決定！TESAKI頂上決戦＆一夜限り(秘)ガチ映像ＳＰ」
- 2025.02.21 【ＴＶ出演】「所さんの学校では教えてくれないそこんトコロ！」
- 2025.02.14 【ＴＶ出演】「所さんの学校では教えてくれないそこんトコロ！」
- 2025.01.31 【ＴＶ出演】「所さんの学校では教えてくれないそこんトコロ！」
- 2025.01.24 【ＴＶ出演】「所さんの学校では教えてくれないそこんトコロ！」

### 2024年
- 2024.12.27 【ＴＶ出演】「所さんの学校では教えてくれないそこんトコロ！」
- 2024.12.13 【ＴＶ出演】「所さんの学校では教えてくれないそこんトコロ！」
- 2024.12.06 【ＴＶ出演】「所さんの学校では教えてくれないそこんトコロ！」
- 2024.11.22 【ＴＶ出演】「所さんの学校では教えてくれないそこんトコロ！」
- 2024.11.01 【ＴＶ出演】「所さんの学校では教えてくれないそこんトコロ！」
- 2024.10.25 【ＴＶ出演】「所さんの学校では教えてくれないそこんトコロ！」
- 2024.10.11 【ＴＶ出演】「所さんの学校では教えてくれないそこんトコロ！」
- 2024.09.27 【ＴＶ出演】「所さんの学校では教えてくれないそこんトコロ！」
- 2024.09.20 【ＴＶ出演】「所さんの学校では教えてくれないそこんトコロ！」
- 2024.09.13 【ＴＶ出演】「所さんの学校では教えてくれないそこんトコロ！」
- 2024.08.30 【ＴＶ出演】「所さんの学校では教えてくれないそこんトコロ！」
- 2024.08.09 【ＴＶ出演】「所さんの学校では教えてくれないそこんトコロ！」
- 2024.06.28 【ＴＶ出演】「所さんの学校では教えてくれないそこんトコロ！」
- 2024.06.07 【ＴＶ出演】「所さんの学校では教えてくれないそこんトコロ！」
- 2024.05.17 【ＴＶ出演】「所さんの学校では教えてくれないそこんトコロ！」
- 2024.05.04 【ＴＶ出演】「せやねん!」
- 2024.04.19 【ＴＶ出演】「所さんの学校では教えてくれないそこんトコロ！」
- 2024.04.05 【ＴＶ出演】「所さんの学校では教えてくれないそこんトコロ！」
- 2024.03.29 【ＴＶ出演】「所さんの学校では教えてくれないそこんトコロ！」
- 2024.03.15 【ＴＶ出演】「所さんの学校では教えてくれないそこんトコロ！」
- 2024.03.08 【ＴＶ出演】「よ〜いドン!」
- 2024.03.01 【ＴＶ出演】「所さんの学校では教えてくれないそこんトコロ！」
- 2024.02.09 【ＴＶ出演】「所さんの学校では教えてくれないそこんトコロ！」
- 2024.01.26 【ＴＶ出演】「所さんの学校では教えてくれないそこんトコロ！」
- 2024.01.19 【ＴＶ出演】「所さんの学校では教えてくれないそこんトコロ！」

### 2023年
- 2023.12.29 【ＴＶ出演】「所さんの学校では教えてくれないそこんトコロ！」
- 2023.10.20 【ＴＶ出演】「所さんの学校では教えてくれないそこんトコロ！」
- 2023.10.06 【ＴＶ出演】「所さんの学校では教えてくれないそこんトコロ！」
- 2023.09.14 【ＴＶ出演】「私のバカせまい史」～テレビ番組開かずの金庫史～
- 2023.09.01 【ＴＶ出演】「所さんの学校では教えてくれないそこんトコロ！」
- 2023.07.07 【ＴＶ出演】「所さんの学校では教えてくれないそこんトコロ！」
- 2023.06.23 【ＴＶ出演】「所さんの学校では教えてくれないそこんトコロ！」
- 2023.06.09 【ＴＶ出演】「所さんの学校では教えてくれないそこんトコロ！」
- 2023.05.12 【ＴＶ出演】「所さんの学校では教えてくれないそこんトコロ！」
- 2023.05.05 【ＴＶ出演】「所さんの学校では教えてくれないそこんトコロ！」
- 2023.04.14 【ＴＶ出演】「所さんの学校では教えてくれないそこんトコロ！」
- 2023.04.07 【ＴＶ出演】「所さんの学校では教えてくれないそこんトコロ！」
- 2023.03.31 【ＴＶ出演】「所さんの学校では教えてくれないそこんトコロ！」
- 2023.03.03 【ＴＶ出演】「所さんの学校では教えてくれないそこんトコロ！」
- 2023.02.24 【ＴＶ出演】「所さんの学校では教えてくれないそこんトコロ！」
- 2023.02.12 【ＴＶ出演】「大阪ほんわかテレビ」
- 2023.02.10 【ＴＶ出演】「所さんの学校では教えてくれないそこんトコロ！」
- 2023.02.03 【ＴＶ出演】「所さんの学校では教えてくれないそこんトコロ！」
- 2023.01.20 【ＴＶ出演】「所さんの学校では教えてくれないそこんトコロ！」

2022年
- 2022.12.30 【ＴＶ出演】「所さんの学校では教えてくれないそこんトコロ！」
- 2022.12.16 【ＴＶ出演】「所さんの学校では教えてくれないそこんトコロ！」
- 2022.12.09 【ＴＶ出演】「所さんの学校では教えてくれないそこんトコロ！」
- 2022.12.02 【ＴＶ出演】「所さんの学校では教えてくれないそこんトコロ！」
- 2022.11.18 【ＴＶ出演】「所さんの学校では教えてくれないそこんトコロ！」
- 2022.11.11 【ＴＶ出演】「所さんの学校では教えてくれないそこんトコロ！」
- 2022.10.28 【ＴＶ出演】「所さんの学校では教えてくれないそこんトコロ！」
- 2022.10.14 【ＴＶ出演】「所さんの学校では教えてくれないそこんトコロ！」
- 2022.09.16 【ＴＶ出演】「所さんの学校では教えてくれないそこんトコロ！」
- 2022.09.09 【ＴＶ出演】「所さんの学校では教えてくれないそこんトコロ！」
- 2022.09.02 【ＴＶ出演】「所さんの学校では教えてくれないそこんトコロ！」
- 2022.08.26 【ＴＶ出演】「所さんの学校では教えてくれないそこんトコロ！」
- 2022.08.19 【ＴＶ出演】「所さんの学校では教えてくれないそこんトコロ！」
- 2022.08.12 【ＴＶ出演】「所さんの学校では教えてくれないそこんトコロ！」

- 2022.07.29 【ＴＶ出演】「所さんの学校では教えてくれないそこんトコロ！」
- 2022.07.22 【ＴＶ出演】「所さんの学校では教えてくれないそこんトコロ！」

- 2022.07.01 【ＴＶ出演】「所さんの学校では教えてくれないそこんトコロ！」
- 2022.06.17 【ＴＶ出演】「所さんの学校では教えてくれないそこんトコロ！」
- 2022.06.10 【ＴＶ出演】「所さんの学校では教えてくれないそこんトコロ！」
- 2022.05.27 【ＴＶ出演】「所さんの学校では教えてくれないそこんトコロ！」
- 2022.05.20 【ＴＶ出演】「所さんの学校では教えてくれないそこんトコロ！」
- 2022.05.13 【ＴＶ出演】「所さんの学校では教えてくれないそこんトコロ！」
- 2022.04.22 【ＴＶ出演】「所さんの学校では教えてくれないそこんトコロ！」
- 2022.04.15 【ＴＶ出演】「所さんの学校では教えてくれないそこんトコロ！」
- 2022.04.01 【ＴＶ出演】「所さんの学校では教えてくれないそこんトコロ！」
- 2022.03.18 【ＴＶ出演】「所さんの学校では教えてくれないそこんトコロ！」
- 2022.03.11 【ＴＶ出演】「所さんの学校では教えてくれないそこんトコロ！」
- 2022.02.25 【ＴＶ出演】「所さんの学校では教えてくれないそこんトコロ！」
- 2022.02.22 【ＴＶ出演】「所さんの学校では教えてくれないそこんトコロ！」
- 2022.02.15 【ＴＶ出演】「所さんの学校では教えてくれないそこんトコロ！」
- 2022.02.09 【ＴＶ出演】「所さんの学校では教えてくれないそこんトコロ！」
- 2022.02.01 【ＴＶ出演】「所さんの学校では教えてくれないそこんトコロ！」
- 2022.01.17 【ＴＶ出演】「所さんの学校では教えてくれないそこんトコロ！」

#### 2021年
- 2021.12.27 【ＴＶ出演】「所さんの学校では教えてくれないそこんトコロ！」
- 2021.11.29 【ＴＶ出演】「所さんの学校では教えてくれないそこんトコロ！」
- 2021.11.22 【ＴＶ出演】「所さんの学校では教えてくれないそこんトコロ！」
- 2021.11.17 【ＴＶ出演】「所さんの学校では教えてくれないそこんトコロ！」
- 2021.11.01 【ＴＶ出演】「所さんの学校では教えてくれないそこんトコロ！」
- 2021.10.29 【ＴＶ出演】「「任意同行」願えますか?」
- 2021.10.18 【ＴＶ出演】「所さんの学校では教えてくれないそこんトコロ！」
- 2021.10.04 【ＴＶ出演】「所さんの学校では教えてくれないそこんトコロ！」
- 2021.09.27 【ＴＶ出演】「所さんの学校では教えてくれないそこんトコロ！」
- 2021.09.14 【ＴＶ出演】「所さんの学校では教えてくれないそこんトコロ！」
- 2021.08.31 【ＴＶ出演】「所さんの学校では教えてくれないそこんトコロ！」
- 2021.08.18 【ＴＶ出演】「所さんの学校では教えてくれないそこんトコロ！」
- 2021.08.10 【ＴＶ出演】「所さんの学校では教えてくれないそこんトコロ！」
- 2021.07.27 【ＴＶ出演】「所さんの学校では教えてくれないそこんトコロ！」
- 2021.07.07 【ＴＶ出演】「所さんの学校では教えてくれないそこんトコロ！」
- 2021.06.23 【ＴＶ出演】「所さんの学校では教えてくれないそこんトコロ！」
- 2021.06.16 【ＴＶ出演】「所さんの学校では教えてくれないそこんトコロ！」
- 2021.06.09 【ＴＶ出演】「所さんの学校では教えてくれないそこんトコロ！」
- 2021.05.25 【ＴＶ出演】「所さんの学校では教えてくれないそこんトコロ！」
- 2021.05.12 【ＴＶ出演】「所さんの学校では教えてくれないそこんトコロ！」
- 2021.05.06 【ＴＶ出演】「所さんの学校では教えてくれないそこんトコロ！」
- 2021.04.27 【ＴＶ出演】「所さんの学校では教えてくれないそこんトコロ！」
- 2021.04.06 【ＴＶ出演】「所さんの学校では教えてくれないそこんトコロ！」
- 2021.03.15 【ＴＶ出演】「所さんの学校では教えてくれないそこんトコロ！」
- 2021.03.04 【ＴＶ出演】「所さんの学校では教えてくれないそこんトコロ！」
- 2021.02.24 【ＴＶ出演】「所さんの学校では教えてくれないそこんトコロ！」
- 2021.02.10 【ＴＶ出演】「所さんの学校では教えてくれないそこんトコロ！」
- 2021.01.28 【ＴＶ出演】「所さんの学校では教えてくれないそこんトコロ！」
- 2021.01.19 【ＴＶ出演】「所さんの学校では教えてくれないそこんトコロ！」

#### 2020年
- 2020.12.25 【ＴＶ出演】「所さんの学校では教えてくれないそこんトコロ！」
- 2020.12.01 【ＴＶ出演】「所さんの学校では教えてくれないそこんトコロ！」
- 2020.11.25 【ＴＶ出演】「所さんの学校では教えてくれないそこんトコロ！」
- 2020.11.12 【ＴＶ出演】「所さんの学校では教えてくれないそこんトコロ！」
- 2020.11.05 【ＴＶ出演】「所さんの学校では教えてくれないそこんトコロ！」
- 2020.10.27 【ＴＶ出演】「所さんの学校では教えてくれないそこんトコロ！」
- 2020.10.06 【ＴＶ出演】「所さんの学校では教えてくれないそこんトコロ！」
- 2020.09.24 【ＴＶ出演】「所さんの学校では教えてくれないそこんトコロ！」
- 2020.09.08 【ＴＶ出演】「所さんの学校では教えてくれないそこんトコロ！」
- 2020.08.26 【ＴＶ出演】「所さんの学校では教えてくれないそこんトコロ！」
- 2020.08.18 【ＴＶ出演】「所さんの学校では教えてくれないそこんトコロ！」
- 2020.08.05 【ＴＶ出演】「所さんの学校では教えてくれないそこんトコロ！」
- 2020.07.28 【ＴＶ出演】「所さんの学校では教えてくれないそこんトコロ！」
- 2020.07.16 【ＴＶ出演】「所さんの学校では教えてくれないそこんトコロ！」
- 2020.06.17 【ＴＶ出演】「所さんの学校では教えてくれないそこんトコロ！」
- 2020.05.19 【ＴＶ出演】「所さんの学校では教えてくれないそこんトコロ！」
- 2020.04.30 【ＴＶ出演】「所さんの学校では教えてくれないそこんトコロ！」
- 2020.04.09 【ＴＶ出演】「所さんの学校では教えてくれないそこんトコロ！」
- 2020.04.01 【ＴＶ出演】「所さんの学校では教えてくれないそこんトコロ！」
- 2020.03.17 【ＴＶ出演】「所さんの学校では教えてくれないそこんトコロ！」
- 2020.03.12 【ＴＶ出演】「所さんの学校では教えてくれないそこんトコロ！」
- 2020.03.04 【ＴＶ出演】「所さんの学校では教えてくれないそこんトコロ！」
- 2020.02.12 【ＴＶ出演】「所さんの学校では教えてくれないそこんトコロ！」
- 2020.01.29 【ＴＶ出演】「所さんの学校では教えてくれないそこんトコロ！」
- 2020.01.16 【ＴＶ出演】「所さんの学校では教えてくれないそこんトコロ！」

#### 2019年
- 2019.12.23 【ＴＶ出演】「所さんの学校では教えてくれないそこんトコロ！」
- 2019.11.27 【ＴＶ出演】「所さんの学校では教えてくれないそこんトコロ！」
- 2019.11.12 【ＴＶ出演】「所さんの学校では教えてくれないそこんトコロ！」
- 2019.10.29 【ＴＶ出演】「所さんの学校では教えてくれないそこんトコロ！」
- 2019.10.15 【ＴＶ出演】「世界の何だコレ!?ミステリー」
- 2019.10.10 【ＴＶ出演】「所さんの学校では教えてくれないそこんトコロ！」
- 2019.09.18 【ＴＶ出演】「所さんの学校では教えてくれないそこんトコロ！」
- 2019.09.03 【ＴＶ出演】「林修のニッポンドリル」
- 2019.08.29 【ＴＶ出演】「所さんの学校では教えてくれないそこんトコロ！」
- 2019.08.21 【ＴＶ出演】「世界の何だコレ！？ミステリー」
- 2019.08.16 【ＴＶ出演】「所さんの学校では教えてくれないそこんトコロ！」
- 2019.07.22 【ＴＶ出演】「所さんの学校では教えてくれないそこんトコロ！」
- 2019.06.27 【ＴＶ出演】「所さんの学校では教えてくれないそこんトコロ！」
- 2019.06.26 【ＴＶ出演】「羽鳥慎一モーニングショー」
- 2019.06.10 【ＴＶ出演】「所さんの学校では教えてくれないそこんトコロ！」
- 2019.05.13 【ＴＶ出演】「所さんの学校では教えてくれないそこんトコロ！」
- 2019.05.09 【ＴＶ出演】「所さんの学校では教えてくれないそこんトコロ！」
- 2019.04.26 【ＴＶ出演】「羽鳥慎一モーニングショー」
- 2019.04.15 【ＴＶ出演】「所さんの学校では教えてくれないそこんトコロ！」
- 2019.04.09 【ＴＶ出演】「所さんの学校では教えてくれないそこんトコロ！」
- 2019.03.07 【ＴＶ出演】「所さんの学校では教えてくれないそこんトコロ！」
- 2019.02.28 【ＴＶ出演】「所さんの学校では教えてくれないそこんトコロ！」
- 2019.02.13 【ＴＶ出演】「所さんの学校では教えてくれないそこんトコロ！」
- 2019.02.04 【ＴＶ出演】「世界の何だコレ！？ミステリー」
- 2019.01.22 【ＴＶ出演】「世界の何だコレ！？ミステリー」

#### 2018年
- 2018.12.27 【ＴＶ出演】「所さんの学校では教えてくれないそこんトコロ！」
- 2018.12.03 【ＴＶ出演】「所さんの学校では教えてくれないそこんトコロ！」
- 2018.11.14 【ＴＶ出演】「所さんの学校では教えてくれないそこんトコロ！」
- 2018.11.13 【ＴＶ出演】「羽鳥慎一モーニングショー」
- 2018.11.02 【ＴＶ出演】「所さんの学校では教えてくれないそこんトコロ！」
- 2018.10.23 【ＴＶ出演】「世界の何だコレ!?ミステリー」
- 2018.10.19 【ＴＶ出演】「ニチファミ !今夜解禁! 開かずの扉」
- 2018.10.05 【ＴＶ出演】「ザ・ドキュメンタリー」
- 2018.09.27 【ＴＶ出演】「所さんの学校では教えてくれないそこんトコロ！」
- 2018.08.23 【ＴＶ出演】「所さんの学校では教えてくれないそこんトコロ！」
- 2018.08.16 【ＴＶ出演】「所さんの学校では教えてくれないそこんトコロ！」
- 2018.08.02 【ＴＶ出演】「所さんの学校では教えてくれないそこんトコロ！」
- 2018.07.18 【ＴＶ出演】「所さんの学校では教えてくれないそこんトコロ！」
- 2018.06.22 【ＴＶ出演】「所さんの学校では教えてくれないそこんトコロ！」
- 2018.06.14 【ＴＶ出演】「所さんの学校では教えてくれないそこんトコロ！」
- 2018.06.11 【ＴＶ出演】「世界の何だコレ！？ミステリー」出演のお知らせ
- 2018.05.10 【ＴＶ出演】「所さんの学校では教えてくれないそこんトコロ！」
- 2018.05.01 【ＴＶ出演】「世界の何だコレ！？ミステリー」
- 2018.03.22 【ＴＶ出演】「所さんの学校では教えてくれないそこんトコロ！」
- 2018.03.08 【ＴＶ出演】「ニチファミ! 今夜解禁! 開かずの扉 」 ～超カギ開け師が眠れるお宝発掘 SP～
- 2018.01.29 【ＴＶ出演】「羽鳥慎一モーニングショー」出
- 2018.01.18 【ＴＶ出演】「がっちりマンデー!!」

#### 2017年
2017年
- 2017.12.29 【ＴＶ出演】「所さんの学校では教えてくれないそこんトコロ！」
- 2017.12.27 【ＴＶ出演】「世界の何だコレ！？ミステリー」

#### 2016年
- 2016.07.06 【ＴＶ出演】「世界の何だコレ！？ミステリー」
- 2016.05.13 【ＴＶ出演】「探偵!ナイトスクープ」
- 2016.04.27 【ＴＶ出演】「ワイド!スクランブル」
- 2016.04.15 【ＴＶ出演】「所さんの学校では教えてくれないそこんトコロ！」

#### 2015年
- 2015.11.13 【ＴＶ出演】「ワイド！スクランブル」
- 2015.10.28 【ＴＶ出演】「アイ・アム・冒険少年」
- 2015.10.16 【ＴＶ出演】「所さんの学校では教えてくれないそこんトコロ！」
- 2015.09.03 【ＴＶ出演】「あけてみた　日本あけデミー大賞」
- 2015.08.31 【ＴＶ出演】「ワイド！スクランブル」
- 2015.08.28 【ＴＶ出演】「所さんの学校では教えてくれないそこんトコロ！」
- 2015.06.19 【ＴＶ出演】「所さんの学校では教えてくれないそこんトコロ！」
- 2015.04.24 【ＴＶ出演】「所さんの学校では教えてくれないそこんトコロ！」
- 2015.03.19 【ＴＶ出演】「所さんの学校では教えてくれないそこんトコロ！」
- 2015.01.15 【ＴＶ出演】「ワイド！スクランブル」
- 2015.01.09 【ＴＶ出演】「所さんの学校では教えてくれないそこんトコロ！」

#### 2014年
- 2014.12.10 【ＴＶ出演】「水曜日のダウンタウン」
- 2014.11.21 【ＴＶ出演】「所さんの学校では教えてくれないそこんトコロ！」
- 2014.08.11 【ＴＶ出演】「ワイド！スクランブル」
- 2014.08.08 【ＴＶ出演】「所さんの学校では教えてくれないそこんトコロ！」
- 2014.05.09 【ＴＶ出演】「所さんの学校では教えてくれないそこんトコロ！」

#### 2013年
- 2013.05.13 【ＴＶ出演】「ほこ×たて」